# Liste der Monuments historiques in Saint-Palais-sur-Mer
Die Liste der Monuments historiques in Saint-Palais-sur-Mer führt die Monuments historiques in der französischen Gemeinde Saint-Palais-sur-Mer auf.

## Liste der Bauwerke
| Bezeichnung                            | Beschreibung                                              | Standort            | Kennzeichnung | Schutzstatus | Datum | Bild           |
| -------------------------------------- | --------------------------------------------------------- | ------------------- | ------------- | ------------ | ----- | -------------- |
| Phare de Terre-Nègre                   | Leuchtturm, erbaut um 1775, Leuchtfeuer ab 1838 eingebaut | Rue du Brick (Lage) | PA17000094    | Inscrit      | 2011  | weitere Bilder |
| Reste der ehemaligen Kirche St-Pallais | Erbaut im 12. und 13. Jahrhundert                         | (Lage)              | PA00105213    | Inscrit      | 1973  | weitere Bilder |